# Cathedral Square (Christchurch)

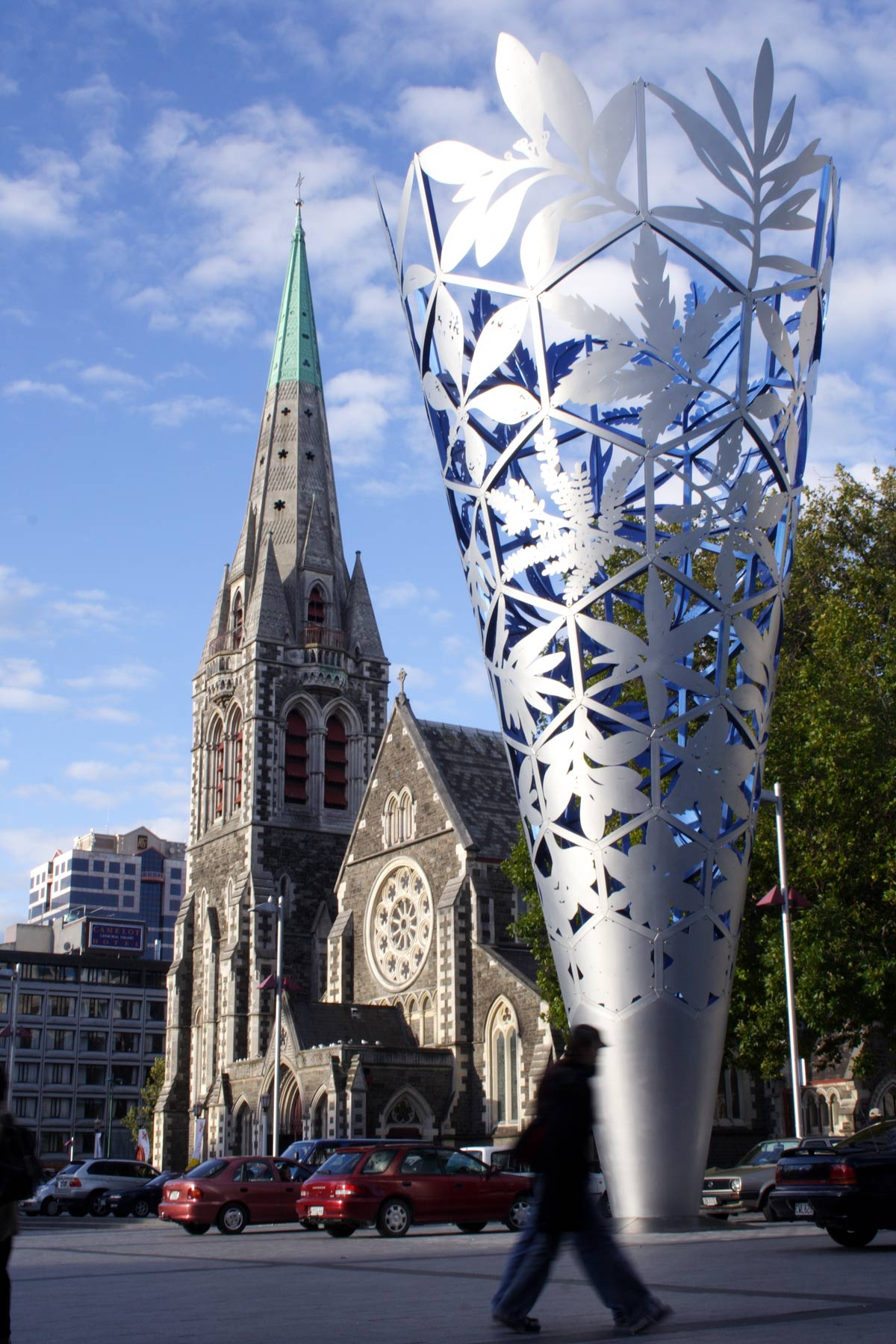
Blick auf den Cathedral Square in Christchurch mit der neugotischen Kirche und der Skulptur "The Chalice", 2006 oder früher

Der Cathedral Square ist der zentrale Punkt der neuseeländischen Großstadt Christchurch.
Auf ihm befinden sich neben der ChristChurch Cathedral das Touristenzentrum und in näherer Umgebung alle wichtigen Geschäfte und ein großes gastronomisches und kulturelles Angebot. Während des Christchurch-Erdbebens am 22. Februar 2011 wurde ein Großteil des Cathedral Square zerstört, auch die Kathedrale wurde schwer beschädigt.

## Sehenswürdigkeiten
Mittelpunkt ist die ChristChurch Cathedral, sie ist eines der bedeutendsten Gotteshäuser des Landes und das Wahrzeichen der Stadt. Die Kathedrale hatte bis zur Spitze eine Höhe von 63 m. Der Turm wurde unmittelbar nach dem Erdbeben abgerissen; Anfang 2016 ist immer noch nicht entschieden, was mit der Kirche passieren soll. Neben dem Kirchenbau befindet sich Chalice, auch „Millennium Cone“ genannt, eine große kegelförmige Skulptur welche 42 Blätter einheimischer Pflanzen symbolisiert. Das moderne Bauwerk wurde von dem neuseeländischen Künstler Neil Dawson entworfen. Ein weiteres Highlight und zusätzlicher Touristenmagnet ist The Wizard. Der Zauberer erscheint jeden Tag zur Mittagszeit vor der Kathedrale um seine Vorführung zu präsentieren.

## Einzelnachweise

Nach dem Erdbeben vom 22. Februar 2011
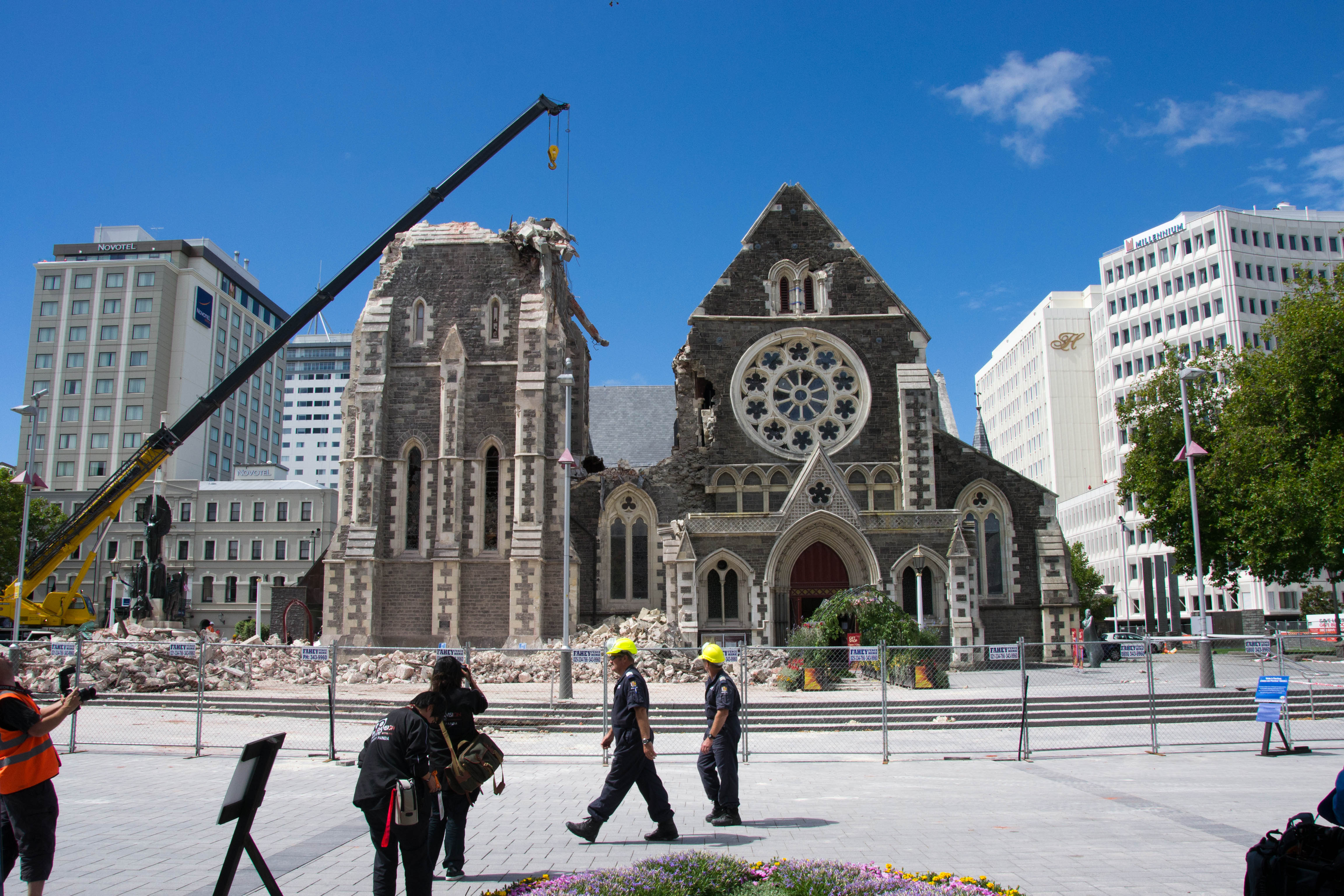
Kathedrale mit eingestürztem Turm
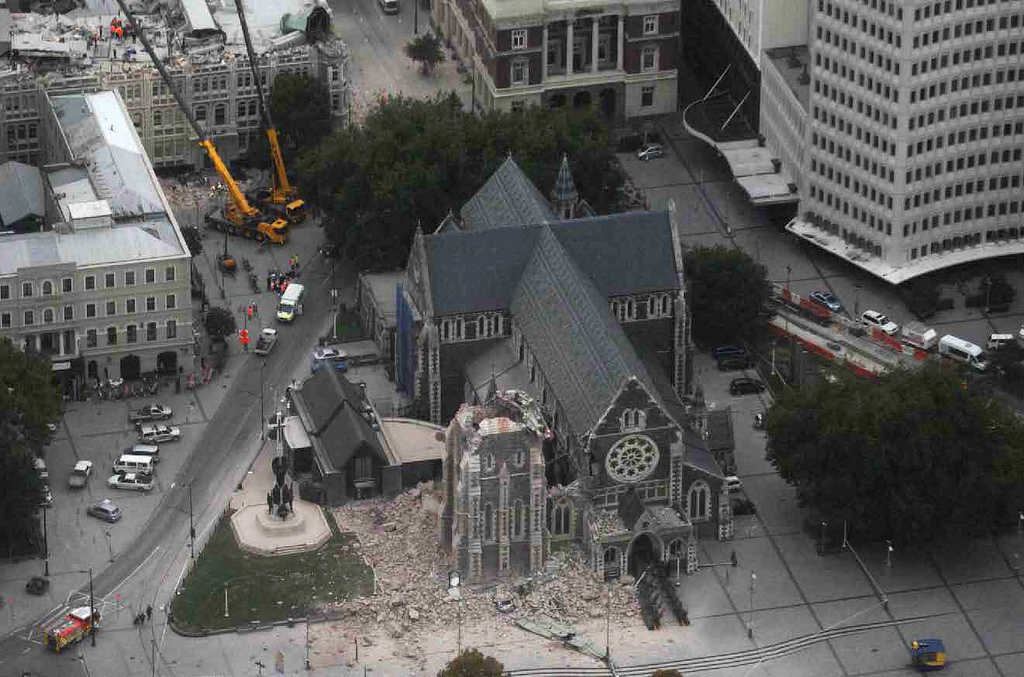
Luftbildaufnahme
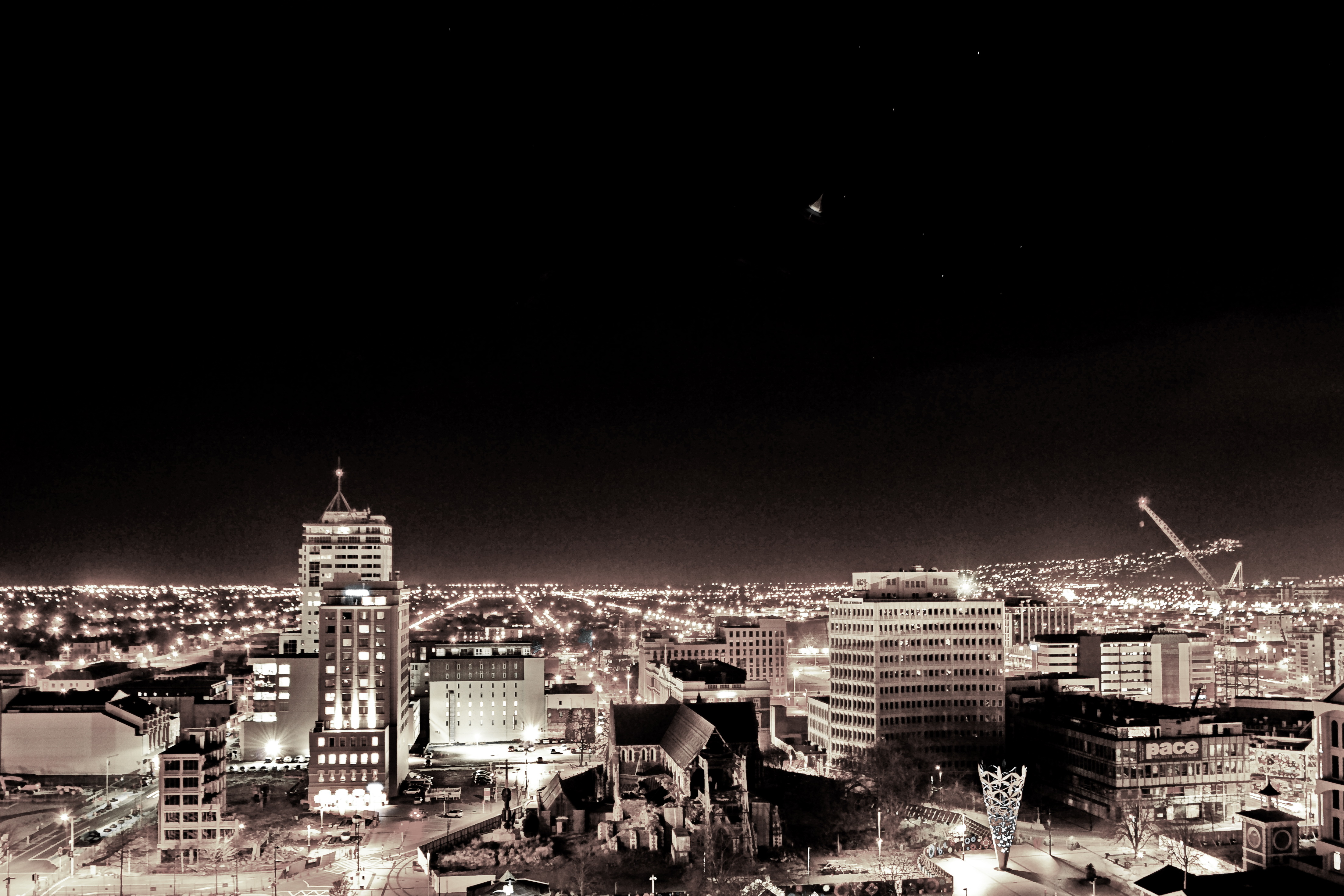
Nachtbild vom Juni 2015